# ديسكفري+
ديسكفري+ أو ديسكفري بلس (بالإنجليزية: +Discovery)‏ هي خدمة بث حسب الطلب مقابل الاشتراك تملكها وتديرها شركة ديسكفري، والتي تحتوي على كتالوج البرمجة من شبكات ديسكفري الخطية والرقمية جنبًا إلى جنب مع بعض المحتوى الأصلي الحصري. تم إطلاقها لأول مرة في 23 مارس 2020 في الهند، وهي متاحة أيضًا في الولايات المتحدة وأوروبا.
أصبحت ديسكفري+ خدمة شقيقة لإتش بي أو ماكس التابعة لـ وارنر ميديا بعد اندماجها في أبريل 2022. في أغسطس 2022، أُعلن أنه من المتوقع دمج الخدمتين في منتصف عام 2023.

## تاريخ
أطلقت شركة ديسكفري في الأصل ديسكفري+ في الهند في 23 مارس 2020، وتضمنت محتوى من العلامات التجارية المختلفة لشبكة ديسكفري. في سبتمبر 2020، أعلنت شركة ديسكفري عن خطط لإطلاق نسخة دولية من ديسكفري+ في أوائل عام 2021.
في أكتوبر 2020، تم الإعلان عن إعادة تسمية دي بلاي ‏ باسم ديسكفري+ في الدنمارك والمملكة المتحدة وأيرلندا في الشهر التالي.
في 4 يناير 2021، أطلقت شركة ديسكفري+ في الولايات المتحدة بخطة إعلانية مدفوعة وخطة خالية من الإعلانات.
في 5 يناير 2021، حلت ديسكفري+ محل دي بلاي في أوروبا.
أعلنت شركة ديسكفري في أبريل 2021 أن لديها 15 مليون مشترك في جميع خدمات البث المباشر للمستهلكين - بما في ذلك ديسكفري+ و فود نيتوورك كيتشن، موتور تريند ‏ حسب الطلب، وغولف تي في. لم يقدم تفصيلاً لعدد المشتركين في كل خدمة من هذه الخدمات، لكن قيل إن معظمهم مشتركون في ديسكفري+.

## برمجة

### البرمجة الأصلية
تتضمن البرمجة الأصلية التي تحملها ديسكفري+ البرامج المنبثقة من شبكات ديسكفري. تتضمن أيضًا معاينة لشبكة مغنوليا - إعادة إطلاق قادمة لشبكة دي آي واي برئاسة تشيب وجوانا غينز من سلسلة فيكسير أبّر من إتش جي تي في - بما في ذلك عروض خاصة وحلقات أولى لعشرة من سلسلتها الأصلية.

### مكتبة المحتويات
تسمح ديسكفري+ ببث البرامج التي تديرها شركة ديسكفري مثل إتش جي تي في، فود نيتوورك، تي إل سي، إنفيستيغيشين ديسكفري، أنيمال بلانت، ترافل تشانل، وديسكفري. لديهم أيضًا محتوى من ديسكفري الأخرى والحصرية التي تختلف حسب البلد.
في الولايات المتحدة، ديسكفري+ أيضًا مجموعة مختارة من البرامج من شبكات أي آند إي، لايف تايم، وهيستوري، كجزء من شراكة مع الشركة.

## دعم الجهاز وميزات الخدمة
تتوفر ديسكفري+ من خلال متصفحات الويب التقليدية لأجهزة الكمبيوتر الشخصية/أجهزة ماك ومنصات مشغلات الوسائط الرقمية الرئيسية ووحدات تحكم إكس بوكس الحالية والتالية ومن خلال تطبيقات أندرويد وآي أو إس.

## إطلاق
خططت ديسكفري+ لإطلاق في أعوام 2021 و 2022 في ألمانيا ورومانيا والبرتغال واليونان وجمهورية التشيك والمجر وأيسلندا.
| تاريخ إصدار    | دولة/إقليم       | شريك الإصدار                 |
| -------------- | ---------------- | ---------------------------- |
| 23 مارس 2020   | الهند            | لا يوجد                      |
| 10 أكتوبر 2020 | المملكة المتحدة  | مجموعة بي تي                 |
| 10 أكتوبر 2020 | أيرلندا          | لا يوجد                      |
| ديسمبر 2020    | أرمينيا          | ميغوغو.نت                    |
| ديسمبر 2020    | أذربيجان         | ميغوغو.نت                    |
| ديسمبر 2020    | بيلاروس          | ميغوغو.نت                    |
| ديسمبر 2020    | إستونيا          | ميغوغو.نت                    |
| ديسمبر 2020    | جورجيا           | ميغوغو.نت                    |
| ديسمبر 2020    | كازاخستان        | ميغوغو.نت                    |
| ديسمبر 2020    | قيرغيزستان       | ميغوغو.نت                    |
| ديسمبر 2020    | ليتوانيا         | ميغوغو.نت                    |
| ديسمبر 2020    | مولدوفا          | ميغوغو.نت                    |
| ديسمبر 2020    | طاجيكستان        | ميغوغو.نت                    |
| ديسمبر 2020    | تركمانستان       | ميغوغو.نت                    |
| ديسمبر 2020    | أوكرانيا         | ميغوغو.نت                    |
| ديسمبر 2020    | أوزبكستان        | ميغوغو.نت                    |
| 4 يناير 2021   | الولايات المتحدة | فيرازيون                     |
| 5 يناير2021    | الدنمارك         | لا يوجد                      |
| 5 يناير2021    | فنلندا           | لا يوجد                      |
| 5 يناير2021    | هولندا           | لا يوجد                      |
| 5 يناير2021    | إيطاليا          | لا يوجد                      |
| 5 يناير2021    | النرويج          | لا يوجد                      |
| 5 يناير2021    | إسبانيا          | لا يوجد                      |
| 5 يناير2021    | السويد           | لا يوجد                      |
| 5 يناير2021    | بولندا           | player.pl                    |
| 5 مايو 2021    | تركيا            | BluTV [الإنجليزية]           |
| 20 مايو 2021   | إستونيا          | Go3                          |
| 20 مايو 2021   | لاتفيا           | Go3                          |
| 20 مايو 2021   | ليتوانيا         | Go3                          |
| 18 يونيو 2021  | لاتفيا           | ميغوغو.نت                    |
| 13 أكتوبر 2021 | الفلبين          | Globe                        |
| 19 أكتوبر 2021 | كندا             | Corus Entertainment          |
| 19 نوفمبر 2021 | البرازيل         | Globoplay Claro [الإنجليزية] |
| 28 يونيو 2022  | النمسا           | سكاي                         |
| 28 يونيو 2022  | ألمانيا          | سكاي                         |
| 14 سبتمبر 2022 | إسرائيل          | يس ستينغ تي في               |
| منتصف 2023     | جمهورية التشيك   | فودافون[بحاجة لمصدر]         |
| منتصف 2023     | اليونان          | فودافون[بحاجة لمصدر]         |
| منتصف 2023     | المجر            | فودافون[بحاجة لمصدر]         |
| منتصف 2023     | آيسلندا          | فودافون[بحاجة لمصدر]         |
| منتصف 2023     | البرتغال         | فودافون[بحاجة لمصدر]         |
| منتصف 2023     | رومانيا          | فودافون[بحاجة لمصدر]         |
| منتصف 2023     | البحرين          | ستارزبلاي                    |
| منتصف 2023     | الكويت           | ستارزبلاي                    |
| منتصف 2023     | السعودية         | ستارزبلاي                    |
| منتصف 2023     | شمال أفريقيا     | ستارزبلاي                    |

## نقد
كانت هناك انتقادات للخدمة عند الإطلاق من قبل بعض مشاهدي الشبكات ومحللي الصناعة، لا سيما المخاوف من أن برامج ديسكفري الحالية يتم أخذها بعيدًا عن مشاهدي الكابلات والأقمار الصناعية ويتم وضعها خلف جدار دفع إضافي قد يتعذر على المشاهدين الوصول إليه بدون مخططات نطاق عريض قوية، أو في المناطق الريفية مع وصول محدود إلى النطاق العريض، والذي بدوره قد يعرض للخطر النقل المستقبلي لهذه القنوات من قبل شركاء مزودي ديسكفري. انتقد مشاهدون آخرون تكتيكات ديسكفري للطعم والتبديل في إجبارهم على الاشتراك في ديسكفري+ للحصول على «التجربة الكاملة» لبرنامجٍ ما، كما هو الحال بالنسبة للعديد من برامج ديسكفري+ المنبثقة عن خطوبة 90 يومًا، جنبًا إلى جنب مع إعلانات ديسكفري+ الاقتحامية طوال يوم البث (بما في ذلك شريط الثلث السفلي الذي يظهر في الركن العلوي الأيمن خلال بث البرنامج) في العديد من شبكات ديسكفري. ردود الفعل السلبية من مشاهدي سلسلة فود نيتوورك مطعم: المستحيل كان كبيرًا بما يكفي لدرجة أن ديسكفري اضطر لإلغاء خططهم لبث المواسم المستقبلية حصريًا على ديسكفري+، وتمت إعادته إلى جدول قناة فود نيتوورك في مارس 2021.

## روابط خارجية
- الموقع الرسمي